# Anadia bumanguesa
Anadia bumanguesa är en ödleart som beskrevs av  Rueda-almonacid och CAICEDO 2004. Anadia bumanguesa ingår i släktet Anadia och familjen Gymnophthalmidae.
Artens utbredningsområde är Colombia. Inga underarter finns listade i Catalogue of Life.